# Sœurs réparatrices de la Sainte Face de Notre Seigneur Jésus Christ
Ne doit pas être confondu avec Sœurs réparatrices de la sainte Face.
Les sœurs réparatrices de la Sainte Face de Notre Seigneur Jésus Christ (en latin : Sororum Reparatricum a Santissimo Vultu Domini Nostri Iesu Christi) sont une congrégation religieuse féminine hospitalière de droit pontifical.

## Historique
La congrégation est fondée par Hildebrand Gregori, abbé du monastère syilvestrin de Bassano Romano à la fin de la Seconde Guerre mondiale pour recueillir des orphelins.
En 1961, le gouvernement italien reconnaît la pieuse association comme organisme sans but lucratif. Le Saint-Siège accorde le nihil obstat pour l'érection canonique de l'institut religieux en 1973, la congrégation reçoit l'approbation pontificale le 8 décembre 1977.  

## Activités et diffusion
Les sœurs se consacrent aux œuvres de charité en faveur des enfants, aux personnes âgées et handicapées.
Elles sont présentes en : 
- Europe : Italie, Pologne, Roumanie.
- Afrique : République démocratique du Congo.
- Asie : Inde.

La maison-mère est à Rome.
En 2017, la congrégation comptait 138 sœurs dans 18 maisons.